# インフィニティ・パーク
インフィニティ・パーク（英: Infinity Park）は、アメリカ合衆国のコロラド州グレンデールにあるラグビー専用球技場である。

## 概要
スーペル・ラグビー・アメリカスに所属するアメリカン・ラプターズのホームスタジアム。2018シーズンから2020シーズンにかけてはメジャーリーグラグビー・コロラド・ラプターズの本拠地であった。
アメリカ国内で開催される各種ラグビー大会の会場としても使用される。2009シーズン、2010シーズンには、ヨーロッパ・北米・南米のナショナルチームが参加するチャーチルカップの会場となった。2021年には、ラグビーワールドカップ2023・予選のアメリカ代表の試合が行われた。